# Çò des de Jonina
Çò des de Jonina és una casa de Casau al municipi de Vielha e Mijaran (Vall d'Aran) inclosa a l'Inventari del Patrimoni Arquitectònic de Catalunya.

## Descripció
Çò des de Joanina presenta l'estructura típica de les cases araneses, secció rectangular, amb dues plantes i "humarau" sota una coberta d'encavallades de fusta i llosat de pissarra. La façana paral·lela a la "capièra" s'orienta a llevant, amb obertures sota arcs de descàrrega, be que llur distribució no observa la tradicional simetria. Destaca la porta d'accés amb una llinda que duu la següent inscripció entre triangles convergents: 1631 [o] PE M[o].

## Història
L'any 1631 surt documentat un Pere Monlau com a conseller del "terçon" de Vielha, personatge que tal vegada té a veure amb les inicials de la inscripció. En darrers temps Çò de Joanina pertanyia als Pinós